# Pierremande
Pierremande est une commune française située dans le département de l'Aisne, en région Hauts-de-France.

## Géographie

### Lieux-dits
Les lieux-dits principaux sont : les Loges - la Mare Bacquette - la Marlière - le Pré des Moutiers - le Champ du Seigneur - la Viéville - la Cave - le Champ Saint-Martin - la Haute Borne - le Loup pendu - la Tombe - le Jardin riant - le Bosquet Notre-Dame - le Paissy.

### Hydrographie

#### Réseau hydrographique
La commune est située dans le bassin Seine-Normandie. Elle est drainée par l'Ailette, le ru de Greves, le ru de l'Aulnois, le fossé 01 de la commune de Pierremande et le ru Gaudon,,.
L'Ailette, d'une longueur de 59 km, prend sa source dans la commune de Sainte-Croix et se jette  dans l'Oise (rive gauche) à Quierzy, après avoir traversé 36 communes.
Le ru de Greves, d'une longueur de 10 km, prend sa source dans la commune de Amigny-Rouy et se jette  dans l'Ailette à Bichancourt, après avoir traversé six communes.

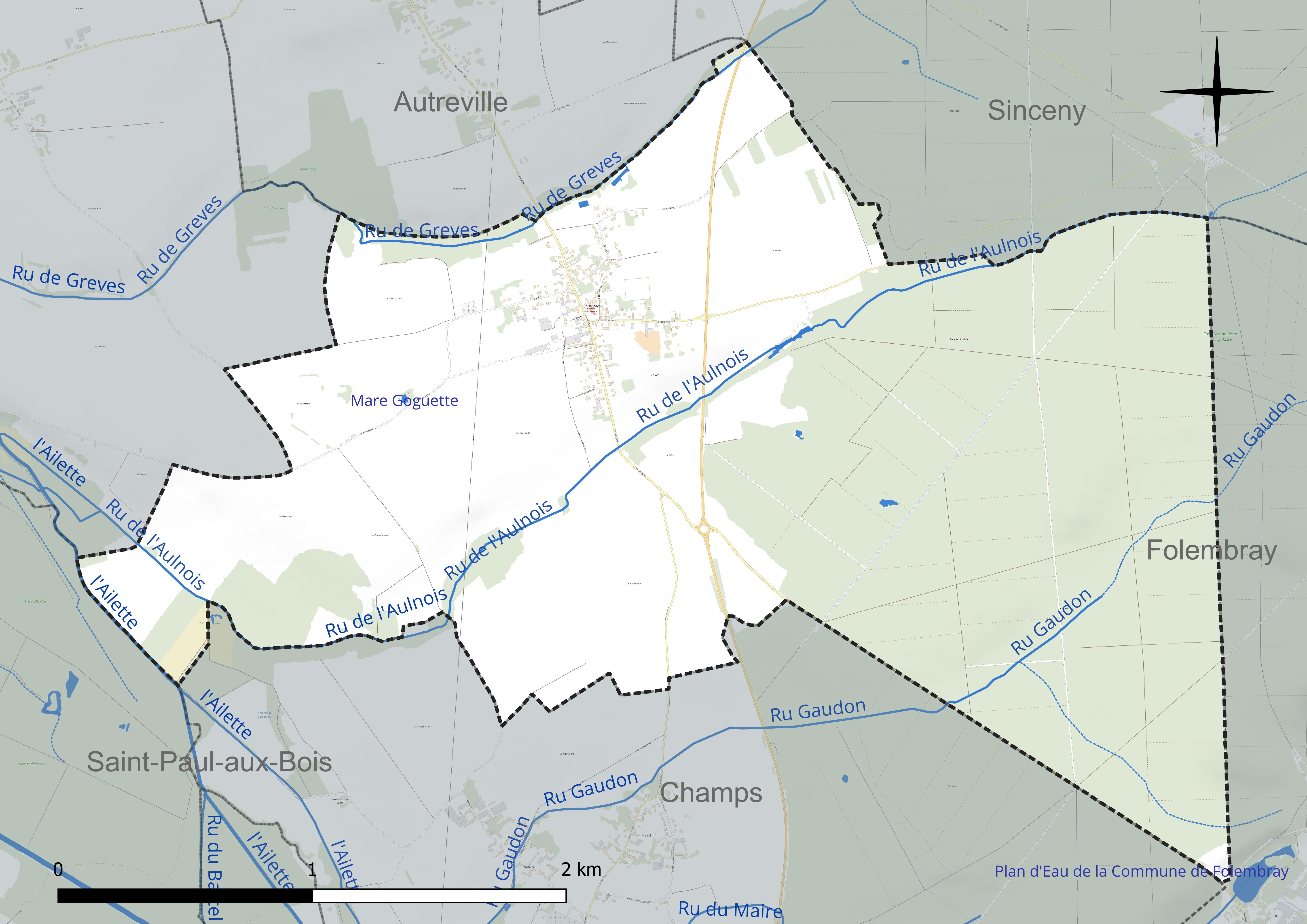
Réseau hydrographique de Pierremande.

Un plan d'eau complète le réseau hydrographique : la mare Goguette (0,1 ha),.

#### Gestion et qualité des eaux
Le territoire communal est couvert par le schéma d'aménagement et de gestion des eaux (SAGE) « Oise moyenne ». Ce document de planification concerne un territoire de 1 013 km2 de superficie, délimité par le bassin versant de l'Oise moyenne. Le périmètre a été arrêté le 24 avril 2017 et le SAGE est, en 2024, encore en élaboration. La structure porteuse de l'élaboration et de la mise en œuvre est le syndicat mixte du SAGE Oise-Moyenne (SMOM).
La qualité des cours d'eau peut être consultée sur un site spécial géré par les agences de l'eau et l'Agence française pour la biodiversité.

### Climat
Pour des articles plus généraux, voir Climat des Hauts-de-France et Climat de l'Aisne.
En 2010, le climat de la commune est de type climat océanique dégradé des plaines du Centre et du Nord, selon une étude du CNRS s'appuyant sur une série de données couvrant la période 1971-2000. En 2020, Météo-France publie une typologie des climats de la France métropolitaine dans laquelle la commune est dans une zone de transition entre le climat océanique et le climat océanique altéré et est dans la région climatique Nord-est du bassin Parisien, caractérisée par un ensoleillement médiocre, une pluviométrie moyenne régulièrement répartie au cours de l'année et un hiver froid (3 °C).
Pour la période 1971-2000, la température annuelle moyenne est de 10,6 °C, avec une amplitude thermique annuelle de 15,1 °C. Le cumul annuel moyen de précipitations est de 703 mm, avec 11,4 jours de précipitations en janvier et 8,7 jours en juillet. Pour la période 1991-2020, la température moyenne annuelle observée sur la station météorologique la plus proche, située sur la commune de Chauny à 5 km à vol d'oiseau, est de 11,1 °C et le cumul annuel moyen de précipitations est de 709,9 mm,. Pour l'avenir, les paramètres climatiques de la commune estimés pour 2050 selon différents scénarios d'émission de gaz à effet de serre sont consultables sur un site spécial publié par Météo-France en novembre 2022.

## Urbanisme

### Typologie
Au 1er janvier 2024, Pierremande est catégorisée commune rurale à habitat dispersé, selon la nouvelle grille communale de densité à 7 niveaux définie par l'Insee en 2022.
Elle est située hors unité urbaine. Par ailleurs la commune fait partie de l'aire d'attraction de Chauny, dont elle est une commune de la couronne,. Cette aire, qui regroupe 23 communes, est catégorisée dans les aires de moins de 50 000 habitants,.

### Occupation des sols
L'occupation des sols de la commune, telle qu'elle ressort de la base de données européenne d'occupation biophysique des sols Corine Land Cover (CLC), est marquée par l'importance des forêts et milieux semi-naturels (49 % en 2018), une proportion identique à celle de 1990 (49 %). La répartition détaillée en 2018 est la suivante : 
forêts (45,4 %), terres arables (44,1 %), zones urbanisées (3,9 %), milieux à végétation arbustive et/ou herbacée (3,6 %), zones agricoles hétérogènes (2,9 %).
L'évolution de l'occupation des sols de la commune et de ses infrastructures peut être observée sur les différentes représentations cartographiques du territoire : la carte de Cassini (XVIIIe siècle), la carte d'état-major (1820-1866) et les cartes ou photos aériennes de l'IGN pour la période actuelle (1950 à aujourd'hui).

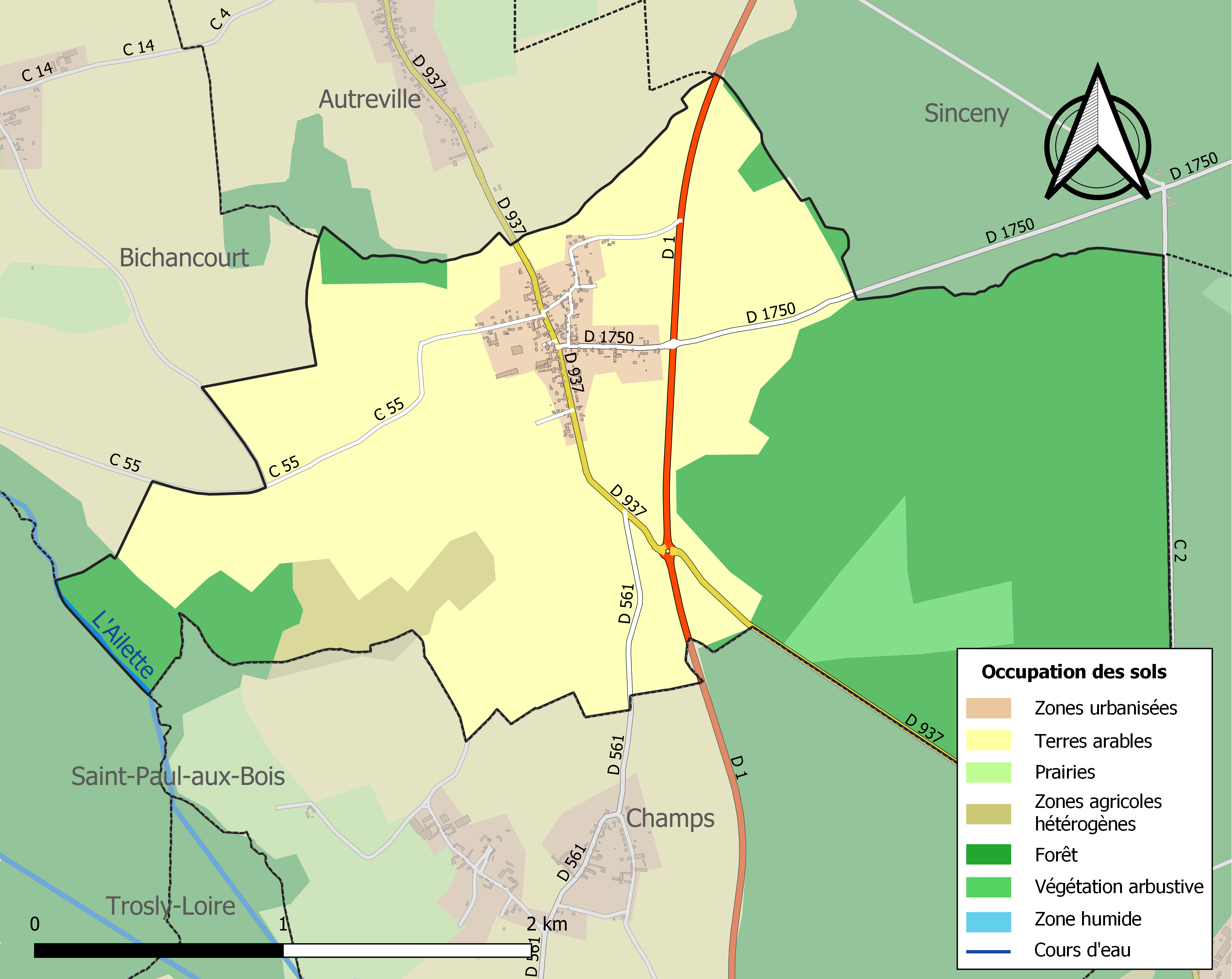
Carte de l'occupation des sols de la commune en 2018 (CLC).

## Toponymie
Le village est attesté dès 867 sous la forme latinisée Petramantula, Petremantula en 906, Petramanda en 1089, Perremanda en 1158, Pierre Mande en 1174, Petramanda en 1178, Piermande puis Pierremande (registres à partir de 1675).
En fait, il s'agit d'un toponyme celtique (gaulois) composé de petru, « quatre » (cf. breton pevar) et de mantalon « chemin, voie, route », d'où sa signification globale de « quatre routes », c'est-à-dire « carrefour ». Homonymie avec Petromantalum, lieu attesté dans l'Itinéraire d'Antonin identifié à Saint-Clair-sur-Epte.
L'élément petru- se retrouve dans les Petrocorii « les quatre armées », peuple gaulois qui a laissé son nom à Périgueux et au Périgord. Mantal / mantol est contenu dans Manthes, Manthelon, etc.

## Histoire
Le village de Pierremande est très ancien. Il fut vraisemblablement l'un des villages donnés au VIIe siècle, en 661, avec Barisis, par le roi Chilpéric à l'abbaye de Saint-Amand, avec ses douze bonniers de terre, ses quatre serfs et une mense seigneuriale, dotée elle-même de vingt-deux menses d'ingénus. Rétrocédé en 664 à l'abbaye de Vallers, en 867, l'autel de l'église Saint-Martin appartenait au prieuré de Barisis avec sa dot.
On désignait autrefois les habitants de ce pays sous le nom de Crapauds de Pierremande, l'humidité de ses prés et la grande quantité de mares ont probablement été la cause de cette appellation.
L'église paroissiale est sous le vocable de saint Martin.
Les cloches de Pierremande
Des trois cloches que l'église de Pierremande possédait, la Révolution n'avait laissé que la plus petite qui ne pesait que 59 livres. Elle était cassée depuis plusieurs années lorsqu'enfin le conseil municipal, réuni en session le 13 mai 1830, décida de la faire refondre et d'en doubler le poids afin qu'on put l'entendre jusqu'aux extrémités de la commune. Et il vota, à cet effet, un crédit de deux cent cinquante francs. Cette somme ne fut pas suffisante et le conseil, dans sa séance du 15 mai 1831, ajouta un supplément de quatre-vingt-six francs, pour compléter le paiement de la nouvelle cloche. Elle mesurait 72 centimètres de diamètre sur 58 centimètres de hauteur et portait l'inscription suivante : « L'an 1830, j'ai été bénite par M. Boileau, doyen de Coucy-le-Château, assisté de M. Louis Constant Trévenart, desservant de Bichancourt et je suis nommée Adélaïde, par M. François Nouvian et dame Adèle Guilbert, parrain et marraine. Nouvian Pierre Louis et Guilbert Jean-Charles, Mansart Pierre, Naltier Étienne, tous marguilliers responsables de la commune de Pierremande ». Et dans un petit écusson : « Florentin Cavillier à Carrépuis ». Cette rescapée de la Révolution fut fondue par les Allemands lors de la guerre 1914-1918[réf. nécessaire].

### Première Guerre mondiale
La commune de Pierremande, décorée de la Croix de guerre 1914-1918 le 17 octobre 1920, « a été réduite à l'état de ruines glorieuses au cours des combats opiniâtres qui ont immortalisé son nom, faisant preuve, dans l'adversité des plus belles qualités de courage et d'abnégation. A dignement mérité de la patrie. »[réf. nécessaire]

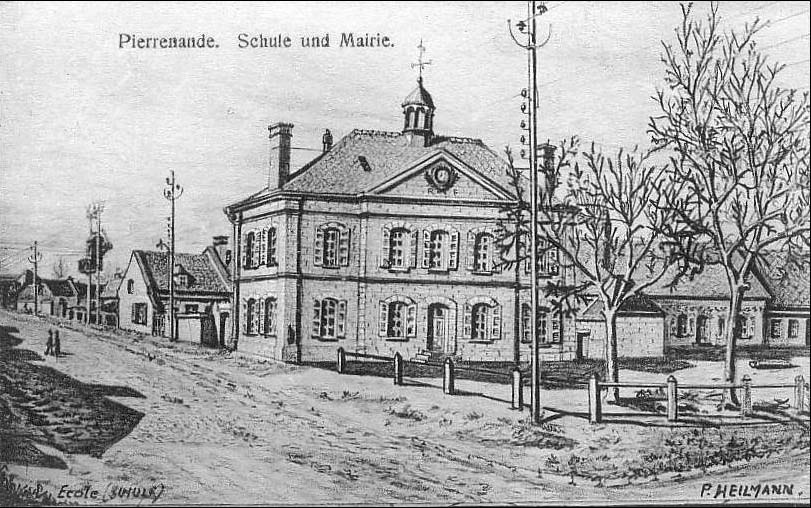
L'ancienne mairie.
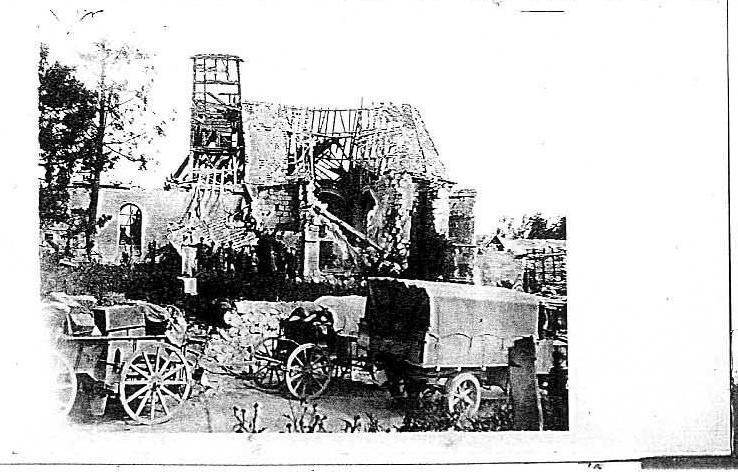
La vieille église en ruine.

## Politique et administration

### Découpage territorial
La commune de Pierremande est membre de la communauté d'agglomération Chauny-Tergnier-La Fère, un établissement public de coopération intercommunale (EPCI) à fiscalité propre créé le 1er janvier 2017 dont le siège est à Chauny. Ce dernier est par ailleurs membre d'autres groupements intercommunaux.
Sur le plan administratif, elle est rattachée à l'arrondissement de Laon, au département de l'Aisne et à la région Hauts-de-France. Sur le plan électoral, elle dépend du  canton de Chauny pour l'élection des conseillers départementaux, depuis le redécoupage cantonal de 2014 entré en vigueur en 2015, et de la quatrième circonscription de l'Aisne  pour les élections législatives, depuis le dernier découpage électoral de 2010.

### Administration municipale
| Période       | Période                   | Identité                         | Étiquette | Qualité                        |
| ------------- | ------------------------- | -------------------------------- | --------- | ------------------------------ |
| 1792          | 1794                      | Jean Marie Delatte               |           |                                |
| 1795          | après 1805                | Charles Louis Decroix            |           |                                |
| avant 1825    | 1840                      | François Guilbert                |           |                                |
| 1840          | 1843                      | Pierre Louis Honoré Nouvian      |           |                                |
| 1843          | 1852                      | François Guilbert                |           |                                |
| 1852          | 1884                      | Pierre Louis Honoré Nouvian      |           |                                |
| 1884          | 1892                      | Charles Césaire Médard Lefevre   |           |                                |
| 1892          | mai 1912                  | Jules Aimable Jean Marie Lefevre |           |                                |
| mai 1912      | 1917                      | Vincent Louis Bleuet             |           |                                |
| 1917          | mai 1925                  | Virgile Blanchard                |           |                                |
| mai 1925      | 1927                      | Prosper Céleste Nocq             |           |                                |
| intérim       | mai 1929                  | Vincent Louis Bleuet             |           | Adjoint exerçant l'intérim     |
| mai 1929      | mai 1943 (révocation)     | André Lefevre                    |           |                                |
| mai 1943      | mai 1945                  | Jean Auguste Cambrai             |           |                                |
| mai 1945      | octobre 1947              | Marcel Turgy                     |           |                                |
| octobre 1947  | décembre 1947             | Amand Guilbert                   |           | Adjoint exerçant l'intérim     |
| décembre 1947 | décembre 1956             | Louis Coignoux                   |           |                                |
| mai 1957      | mars 1989                 | Germain Debrulle                 |           |                                |
| avril 1989    | octobre 1996 (Décès)      | Jacques Alexis Martin            |           |                                |
| novembre 1996 | 2006 (révocation)         | Jacques Pinckers                 |           |                                |
| 2006          | mars 2008                 | Christian Michalski              |           |                                |
| mars 2008     | avril 2014                | Francis Martin                   |           |                                |
| avril 2014    | En cours (au 31 mai 2020) | Dominique Tyberghien             | SE        | Réélu pour le mandat 2020-2026 |

## Démographie
L'évolution du nombre d'habitants est connue à travers les recensements de la population effectués dans la commune depuis 1793. Pour les communes de moins de 10 000 habitants, une enquête de recensement portant sur toute la population est réalisée tous les cinq ans, les populations de référence des années intermédiaires étant quant à elles estimées par interpolation ou extrapolation. Pour la commune, le premier recensement exhaustif entrant dans le cadre du nouveau dispositif a été réalisé en 2004.

En 2022, la commune comptait 249 habitants, en évolution de −12,63 % par rapport à 2016 (Aisne : −1,97 %, France hors Mayotte : +2,11 %).
| 1793 | 1800 | 1806 | 1821 | 1831 | 1836 | 1841 | 1846 | 1851 |
| ---- | ---- | ---- | ---- | ---- | ---- | ---- | ---- | ---- |
| 228  | 309  | 272  | 287  | 288  | 332  | 325  | 315  | 315  |

| 1856 | 1861 | 1866 | 1872 | 1876 | 1881 | 1886 | 1891 | 1896 |
| ---- | ---- | ---- | ---- | ---- | ---- | ---- | ---- | ---- |
| 294  | 304  | 303  | 302  | 316  | 287  | 285  | 293  | 302  |

| 1901 | 1906 | 1911 | 1921 | 1926 | 1931 | 1936 | 1946 | 1954 |
| ---- | ---- | ---- | ---- | ---- | ---- | ---- | ---- | ---- |
| 301  | 274  | 242  | 116  | 190  | 195  | 183  | 194  | 210  |

| 1962 | 1968 | 1975 | 1982 | 1990 | 1999 | 2004 | 2006 | 2009 |
| ---- | ---- | ---- | ---- | ---- | ---- | ---- | ---- | ---- |
| 237  | 274  | 270  | 278  | 261  | 260  | 266  | 271  | 276  |

| 2014 | 2019 | 2022 | - | - | - | - | - | - |
| ---- | ---- | ---- | - | - | - | - | - | - |
| 274  | 255  | 249  | - | - | - | - | - | - |

## Lieux et monuments
- Église Saint-Martin reconstruite après la guerre de 1914-1918.
- Monument aux morts.

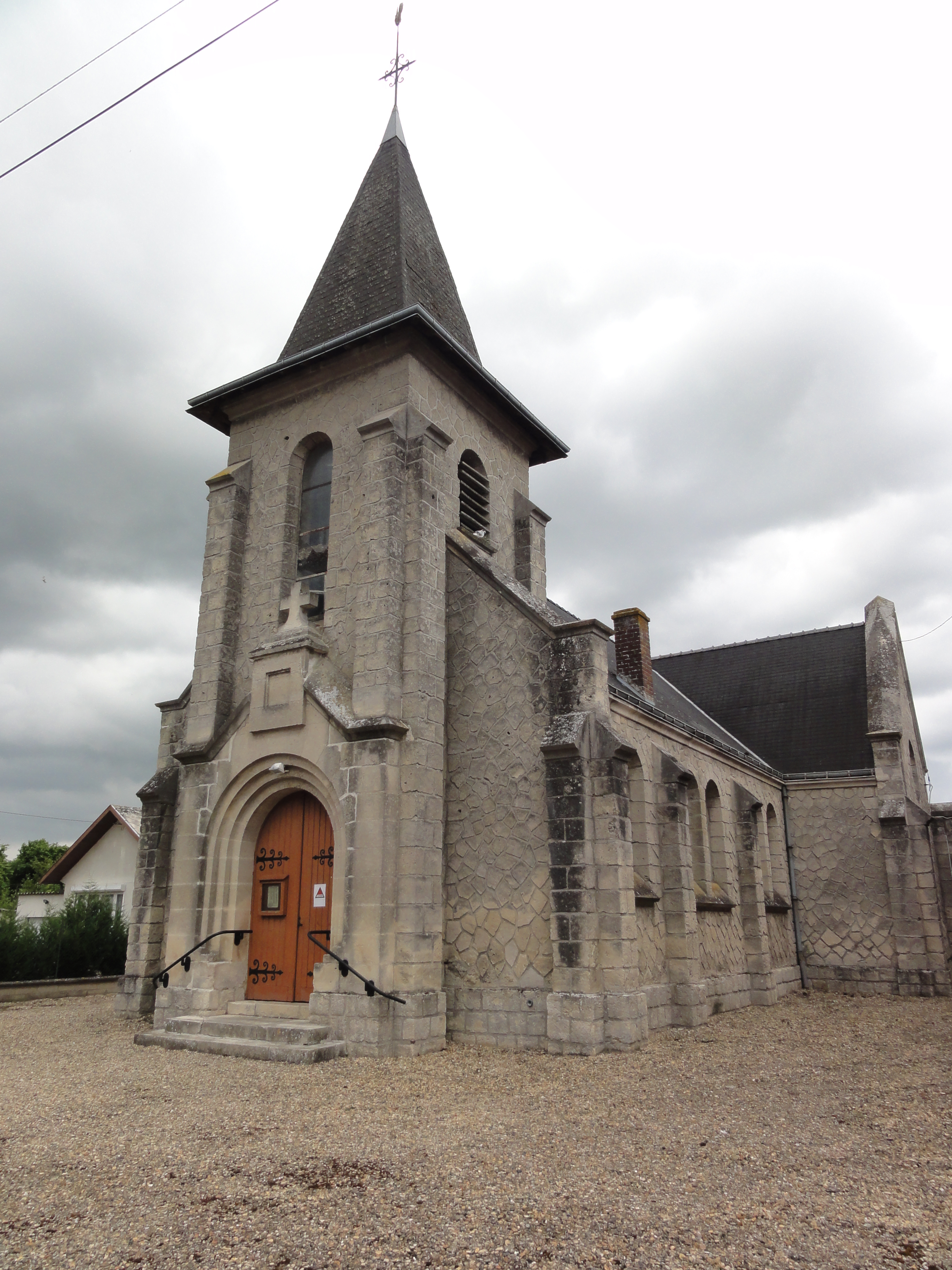
Église Saint-Martin.
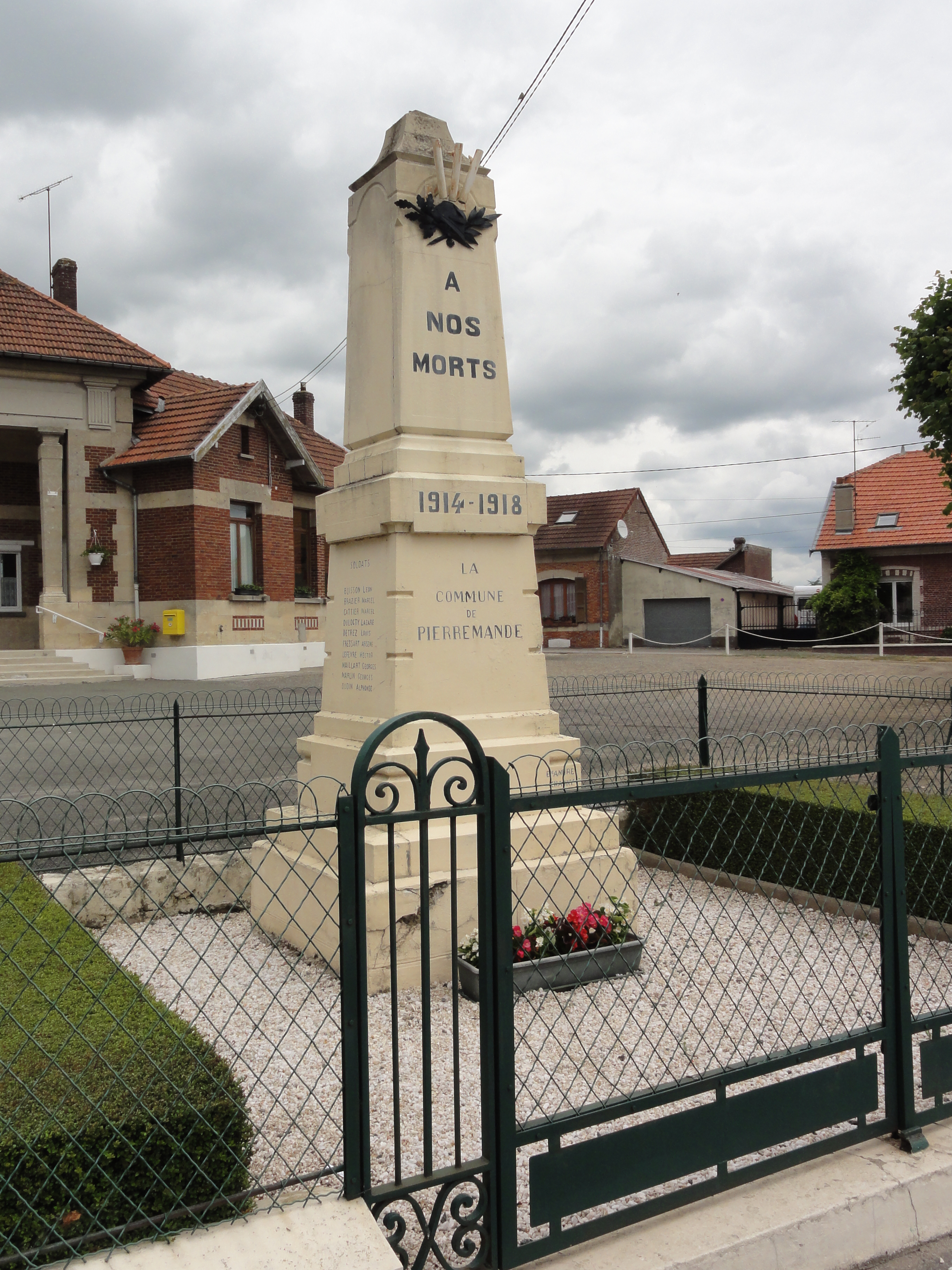
Monument aux morts.